# Zoot Sims
John Haley Zoot Sims (Inglewood, 29 de octubre de 1925 - Nueva York, 23 de marzo de 1985) fue un músico estadounidense de jazz, saxofonista tenor; toca también el soprano y el alto. Para muchos, Sims es la esencia misma del swing con su instrumento principal, que emplea con una acusada influencia de Lester Young.

## Biografía
Nació en el seno de una familia dedicada al vodevil. En su infancia comenzó a estudiar clarinete, pero se pasó al saxofón al llegar a la adolescencia. A los quince años ya estaba trabajando como músico profesional con bandas viajeras; años después formaba parte de la sección de saxos de bandas importantes. 
Siguiendo las huellas de Lester Young, Sims se convirtió en un innovador saxofonista tenor. A lo largo de su carrera, tocó con algunas big bands, comenzando con las de Kenny Baker y Bobby Sherwood un año después de abandonar la escuela secundaria. En 1944 reemplazó a su ídolo Ben Webster en el cuarteto de Sid Catlett. 
En 1944 ya había entrado en la sección de saxos de la orquesta de Benny Goodman. Aquel mismo año tuvo que cumplir con el servicio militar, fue licenciado en 1946 y regresó a la banda de Goodman antes de unirse al trombonista Bill Harris en un pequeño grupo que trabajaba en el Café Society de Nueva York, donde su tono ligero y su sonido natural de swing se amoldaba perfectamente al estilo swing de Harris. 
A través de este, Sims llamó la atención de Woody Herman cuando este decidió reformar su banda en 1947 y creó la Second Herd. En el núcleo de esta formación se encontraba la sección de tres saxofonistas tenores integrada por el propio Sims, Stan Getz y Herbie Steward (1926 - 2003), acompañados por el baritonista Serge Chaloff. 
En aquella época conoció la música de Jimmy Giuffre, que siempre ejerció en él una gran influencia. Tras estar tres años con Woody Herman, en 1949, Zoot Sims trabajó en New York con varias formaciones importantes. En 1950 viajó con la big band de Benny Goodman por primera vez a Europa y en 1953 formó parte de la formación de Stan Kenton.

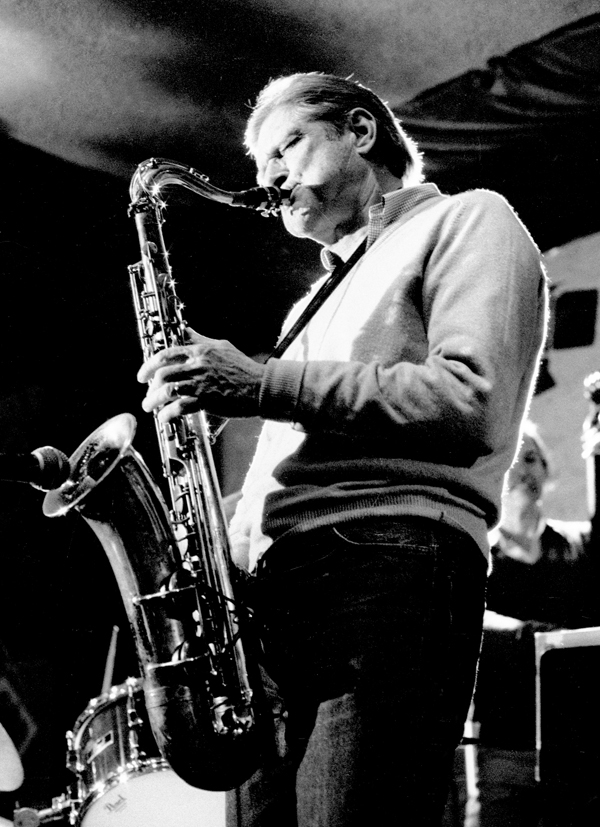
Zoot Sims

Se trasladó a California en 1954 y se unió al sexteto del saxo barítono Gerry Mulligan de mediados de los cincuenta, con quien realizó su segundo viaje a Europa. De regreso a los Estados Unidos, entró en los "Birdlands All Stars" y después formó un grupo con el también saxo tenor, Al Cohn con quien le unió una perfecta empatía musical a lo largo de muchos años. En una gira por Europa tuvo el privilegio de inaugurar en 1959, el famoso club londinense "Ronnie Scott's Club". En los años de finales de los cincuenta y principios de los sesenta vivió sus años de más éxito con la "Concert Jazz Band" de Mulligan y con la formación "Jazz at Carnegie Hall" o con Benny Goodman en Moscú formando parte de la expedición organizada por el Departamento de Estado estadounidense.
En los años sesenta destaca su participación en 1966 en el grupo "Titans of the Tenors", junto a John Coltrane, Coleman Hawkins, y Sonny Rollins. En 1967 fue invitado por Norman Granz para formar parte de "Jazz at the Philarmonic". En 1972 se reencontró con Woody Herman en el festival de Jazz de Newport. En 1974 realizó una gira por Escandinavia junto a Al Cohn y en 1975 con el guitarrista Buck Pizzarelli formó un grupo que duró varios años. 
Zoots Sims fue uno de los mejores saxofonistas tenores de la historia del jazz. Era un gran intérprete, de sonido muy bello y ligado, con un gran sentido melódico y muy acertado en la elección de repertorio. Algunos le consideraban entre los mejores saxos tenor blancos. Grabó a su nombre más de cincuenta discos algunos de los cuales, están considerados como obras maestras del jazz, como el grabado en 1977 para el sello: Pablo, de Norman Granz, titulado: If I'm Lucky.

## Discografía

### Como líder o colíder
- 1956 : Zoots Sims, Bob Brookmeyer : Tonite's Music Today, Storyville Records STLP 907
- 1958 : Joe Newman With Zoots Sims : Locking Horns, Rama Records RLP 1003
- The Brothers (Prestige, 1949) - con Stan Getz & Al Cohn
- Zoot Sims All Stars (Zoot Sims - Al Cohn - Kai Winding - George Wallington - Percy Heath - Art Blakey) (Esquire Records, 1953)
- The Modern Art of Jazz by Zoot Sims (Dawn, 1956)
- From A to...Z (RCA Victor, 1956) - The Al Cohn/Zoot Sims Sextet
- Tonite's Music Today (Storyville, 1956) Zoot Sims y Bob Brookmeyer
- Whooeeee (Storyville, 1956) - The Zoot Sims-Bob Brookmeyer Quintet
- Zoot Sims – Zoot Sims con Henri Renaud y su orquesta y Jon Eardley  (Ducretet-Thomson 250V023, 1956) París, 15 & 16 de marzo de 1956, tenor – Zoot Sims, piano – Henri Renaud, trompeta – Jon Eardley
- Zoot! (Riverside 1956)
- Tenor Conclave (Riverside, 1956) con Hank Mobley, Al Cohn, John Coltrane, Red Garland, Paul Chambers & Art Taylor
- Jutta Hipp with Zoot Sims (Blue Note, 1956) - con Jutta Hipp
- Goes To Jazzville (1956) con Totah, Williams, Bill Anthony, Jerome Lloyd y Gus Johnson
- The Modern Art of Jazz (Dawn, 1956)
- Zoot Sims and The Joe Castro Trio Live at Falcon Lair (1956)
- That Old Feeling is a double-issue CD of two 1956 albums, one including "Bohemia After Dark", Sims' first recorded alto solo, and Zoot Sims plays Alto, Tenor, and Baritone
- Zoot Sims/Al Cohn - Hoagy Carmichael Sessions and More (1957) recorded in New York, Sims plays tenor and Cohn, baritone with Nick Travis, trombonist Jimmy Cleveland, pianist Elliot Lawrence, bassist Milt Hinton, and drummer Osie Johnson. Arrangements by Bill Elton
- The Four Brothers... Together Again! (Vik, 1957) - con Serge Chaloff, Al Cohn y Herbie Steward
- Al and Zoot (Coral, 1957) con el Al Cohn Quintet
- Locking Horns (Rama, 1957) con Joe Newman
- Stretching Out (United Artists, 1958) con Bob Brookmeyer
- Jazz Alive! A Night at the Half Note (United Artists, 1959) con Al Cohn y Phil Woods
- Either Way (1959–60) con Cecil Colier, Bill Crow, Gus Johnson y Mose Allison
- You 'n' Me (Mercury, 1960) - the Al Cohn/Zoot Sims Quintet
- Down Home (Bethlehem, 1960) con Dave McKenna, George Tucker y Dannie Richmond
- At the Half Note Again (1965)
- New Beat Bossa Nova (Colpix, 1962)
- New Beat Bossa Nova Vol. 2 (Colpix, 1962)
- Zoot at Ronnie Scott's (1962)
- Solo for Zoot (1962, recorded at Ronnie Scott's)
- Two Jims and Zoot (Mainstream, 1964) - con Jimmy Raney & Jim Hall
- Inter-Action (Cadet, 1965) - con Sonny Stitt
- Suitably Zoot (Pumpkin, 1965 [1979]) The Al Cohn-Richie Kamuca Sextet and the Bob Brookmeyer Quintet
- Al and Zoot in London (1965, recorded at Ronnie Scott's)
- Waiting Game (Impulse!, 1966) - arranged by Gary McFarland
- The Greatest Jazz Concert in the World (1967) jam session (Pablo, 1967)
- Al Cohn & Zoot Sims - Easy As Pie - live at the Left Bank Jazz Society night at the Famous Ballroom in Baltimore, 1968. Rhythm section is Dave Frishberg, Victor Sproles on bass and Donald McDonald on drums
- Zoot Sims/Al Cohn - Body and Soul (1973) con Jaki Byard piano, George Duvivier bajo y Mel Lewis batería
- Zoot Suite (1973) - live avec Jimmy Rowles, George Mraz(bass) & Mousey Alexander
- Joe Venuti/Zoot Sims - Joe & Zoot & More (1973) con Spencer Clark, Milt Hinton & Bucky Pizzarelli
- Zoot Sims and the Gershwin Brothers (1975) con Oscar Peterson, Joe Pass, George Mraz y Grady Tate
- Count Basie/Zoot Sims Basie & Zoot (1975) quartet w. bassist John Heard and drummer Louie Bellson.
- Motoring Along (1975) con Al Cohn
- Soprano Sax (1976) con Ray Bryant, George Mraz y Grady Tate
- Hawthorne Nights (1976) with a small big band and arrangements by Bill Holman
- Somebody Loves Me, a re-issue of tracks cut in the mid-1970s for the Groove Merchant label, featuring Sims on tenor and soprano with Bucky Pizzarelli (guitar), Milt Hinton (bass), and Buddy Rich (drums). Some of this was released at the time as the album Nirvana. Reissued by Pilz Records (USA) on CD as Send in the Clowns
- If I'm Lucky (Pablo, 1977) con Jimmy Rowles
- For Lady Day (1978) Sims, Rowles and Mraz, performing some of Billie Holiday's favourite numbers. Jackie Williams on drums
- Zoot Sims and Sweets Edison - Just Friends (Pablo, 1978). Released on Norman Granz's Pablo Records
- Zoot Sims in Copenhagen (1978)
- Zoot Sims/The Swinger (1979)
- I Wish I Were Twins - Zoot Sims con Jimmy Rowles (1981)
- Art Pepper/Zoot Sims - Art 'n' Zoot (1981) - con Ray Brown y Barney Kessel
- Zoot Sims with Joe Pass - Blues For Two (1982)
- Suddenly It's Spring - (1983) con Rowles, Mraz y Akira Tana
- Quietly There (1984) Zoot Sims plays Johnny Mandel compositions con Mike Wofford piano, Chuck Berghofer bajo, Nick Ceroli batería y Victor Feldman percusión

### Como sideman
- 1956 : The Jon Eardley Seven, Prestige Records LP 7033

Con Pepper Adams
- Encounter! (Prestige, 1968)

Con Trigger Alpert
- Trigger Happy! (Riverside, 1956)

Con Chet Baker
- Chet Baker & Strings (Columbia, 1954)
- Chet Baker Plays the Best of Lerner and Loewe (Riverside, 1959)

Con Louis Bellson
- Louis Bellson Quintet (Norgran, 1954)

Con Clifford Brown
- Jazz Immortal (Pacific Jazz, 1954)

Con the Kenny Clarke/Francy Boland Big Band
- Jazz Is Universal (Atlantic, 1962)

Con Al Cohn
- The Sax Section (Epic, 1956)

Con Eddie "Lockjaw" Davis & Oscar Peterson
- The Tenor Giants Featuring Oscar Peterson (Pablo, 2000)

Con Art Farmer
- The Aztec Suite (United Artists, 1959)

Con Curtis Fuller
- South American Cookin' (Epic, 1961)

Con Quincy Jones
- The Birth of a Band! (Mercury, 1959)

Con Stan Kenton
- Portraits on Standards (Capitol, 1953)
- The Kenton Era (Capitol, 1940–54, [1955])

Con Jack Kerouac
- Blues and Haikus (Hanover-Signature, 1959)

Con Carmen McRae
- Something to Swing About (Kapp, 1959)

Con the Metronome All-Stars
- Metronome All-Stars 1956 (Clef, 1956)

Con Charles Mingus
- The Complete Town Hall Concert (Blue Note, 1962 [1994])

Con Jack Montrose
- Arranged by Montrose (Pacific Jazz, 1954)

Con Gerry Mulligan
- California Concerts (Pacific Jazz, 1955)
- Presenting the Gerry Mulligan Sextet (EmArcy, 1955)
- Mainstream of Jazz (EmArcy, 1956)
- The Gerry Mulligan Songbook (World Pacific, 1957)
- The Concert Jazz Band (Verve, 1960)
- Gerry Mulligan and the Concert Jazz Band on Tour (Verve, 1960 [1962])
- Something Borrowed - Something Blue (Limelight, 1966)

Con Oliver Nelson
- Encyclopedia of Jazz (Verve, 1966)
- The Sound of Feeling (Verve, 1966)

Con Anita O'Day
- All the Sad Young Men (Verve, 1962)

Con Lalo Schifrin & Bob Brookmeyer
- Samba Para Dos (Verve, 1963)

Con Shorty Rogers
- Shorty Rogers Courts the Count (RCA Victor, 1954)

Con Sonny Stitt
- Broadway Soul (Colpix, 1965)

Con Clark Terry
- Mother  ! Mother  ! (Pablo, 1979)

Con Sarah Vaughan
- Vaughan and Violins (Mercury, 1958)
- The Duke Ellington Songbook, Vol. 1 (Pablo, 1979)
- Linger Awhile: Live at Newport and More (Pablo, 2000)

Con Phoebe Snow
- Phoebe Snow (Shelter, 1974)

Con Joe Williams
- At Newport '63 (RCA Victor, 1963)